# Cosimo Fancelli
Cosimo Fancelli (né vers 1620 à Rome et mort le 3 avril 1688, au même endroit) est un sculpteur italien du XVIIe siècle.

## Biographie
Cosimo Fancelli est l'un des quatre fils de Carlo Fancelli (vers 1566 – 1640), tailleur de pierre d'Arezzo. Avec son frère aîné, Giacomo Antonio Fancelli (1619 – 1671), sculpteur également, ils furent élèves du Bernin et ont souvent travaillé ensemble.
Cosimo a sans doute aidé son frère pour les décorations des colonnes de la nef de Saint-Pierre de Rome (1647), et pour la statue du Nil dans la Fontaine des Quatre-Fleuves de la Place Navone (1648 – 1650 ; Rome) ; ces deux projets avaient été dessinés par le Bernin qui les a aussi supervisés.
Cosimo a aussi travaillé en collaboration avec Pietro da Cortona de 1648 jusqu'à la mort de ce dernier en 1669, puis également entre 1667 and 1669 avec le Bernin, Carlo Rainaldi et Johann Paul Schor.
Il est l'un des sculpteurs romains les plus prolifiques de sa génération, et sa spécialité semble être dans les grands projets en stuc pour les architectes et les décorateurs. Son style dépend beaucoup des artistes avec lesquels il travaillait.

## Œuvres
- On lui attribue en particulier L'Ange au suaire (ou au voile de Sainte Véronique) sur le Pont Saint-Ange, au-dessus du Tibre, selon un projet du Bernin.
- Il a contribué à la décoration de la  Chiesa Nuova, aux décorations de stuc dans le transept.